# Tirit

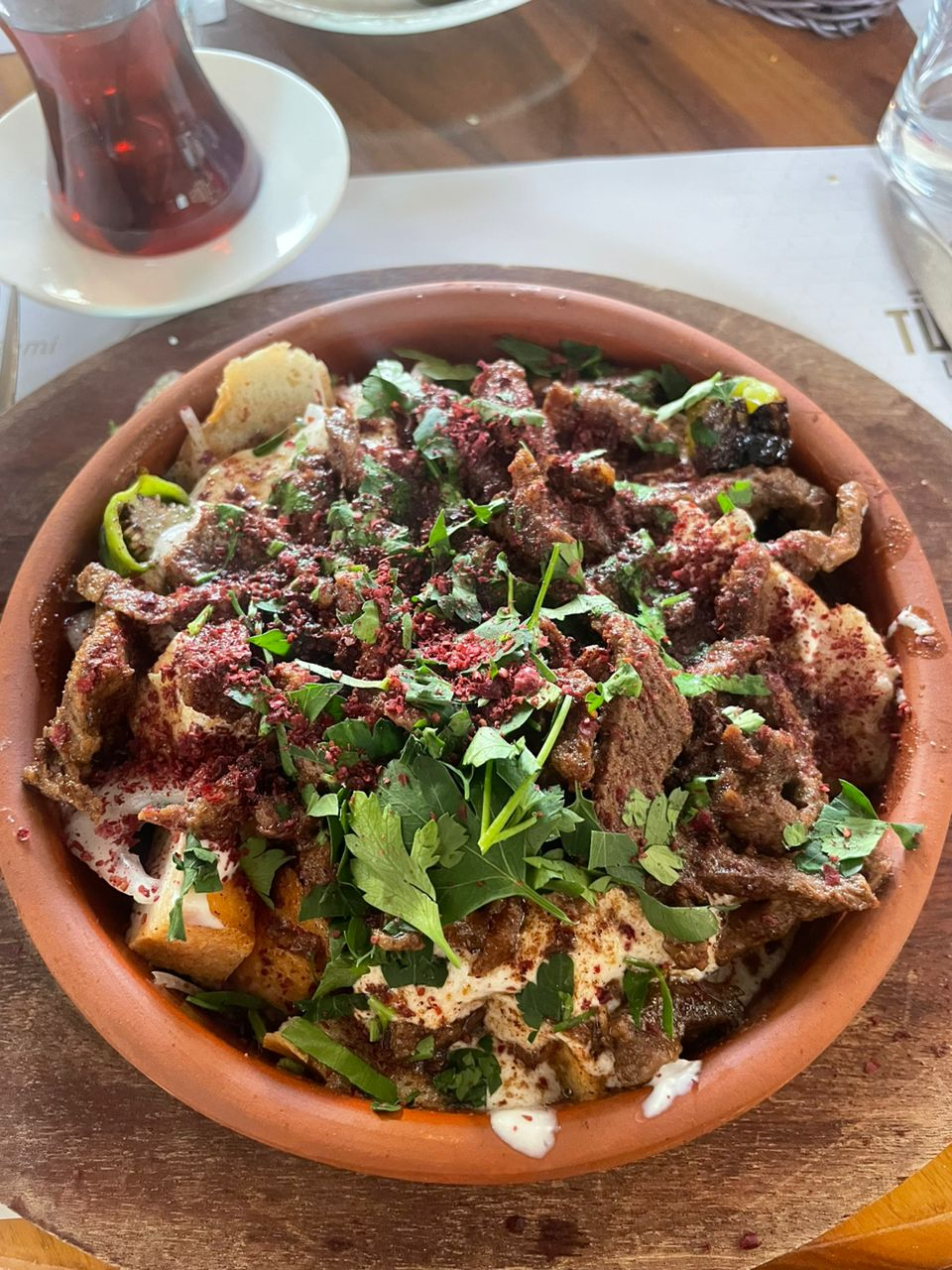
Fotografia del plat.

Tirit és un plat típic de la cuina turca, que s'elabora a base de pa dur. (Definició en el diccionari turc de la Societat de la Llengua Turca) Per a la seva elaboració es prepara un brou, generalment de carn d'ovella o de vedella, en la província de Samsun també d'oca, i és tallat i agregat el pa dur, o pa torrat, s'afegeix julivert, cebes, sal i pebre.